# Autorenverlag
Ein Autorenverlag ist ein Verlag, dessen Eigentümer Autoren sind. Sie verlegen und vertreiben ihre eigenen Werke und sind an der Programmplanung beteiligt. Häufig steht dahinter das Ziel zum einen an Produktion und Vertrieb der eigenen Werke stärker mitzuwirken und zum anderen mehr Gewinn zu erwirtschaften. Als erste Autorenverlage gelten der mexikanische Exilverlag El Libro Libre (1942–1946) sowie der Verlag Aurora in New York (1944–1947). Bekannte deutsche Autorenverlage sind die Syndikat Autoren- und Verlagsgesellschaft in Frankfurt a. M. (1976–1986) und der Wissenschaftliche Autorenverlag mit Sitz in Berlin (seit 1978).